# Боб и деревья
Боб и деревья (англ. Bob and the Trees) — американско-французский драматический фильм в стиле синема верите, снятый Диего Онгаро. Мировая премьера ленты состоялась 26 января 2015 на кинофестивале «Сандэнс». Также фильм был показан в секции «Фестиваль фестивалей» 45-го Киевского международного кинофестиваля «Молодость».

## Сюжет
Фильм рассказывает о лесорубе Бобе Тарасюке, что имеет слабость к гольфу и гангста-рэпу. Зимой в провинциальном Массачусетсе 50-летний мужчина изо всех сил пытается свести концы с концами. Когда неудачная инвестиция ставит под угрозу семейное дело, Бобом начинает овладевать темная сторона его «я».